# Ligeti pöfeteg
A ligeti pöfeteg (Bovista aestivalis) a csiperkefélék családjába tartozó, Európában és Észak-Amerikában honos, erdőkben, erdőszéleken élő, ehető gombafaj.

## Megjelenése
A ligeti pöfeteg termőtest 1-3,5 cm átmérőjű, alakja gömbölyded vagy körteszerű, alján egy vagy több gyökérszerű micéliumzsinórral kapcsolódik a talajhoz. Fiatalon fehér külső burka (exoperídium) finoman bolyhoz, de hamarosan szemcsésen-korpásan felrepedezik és idővel kilátszik alóla a barnás-okkerbarnás, sima, papírszerű belső burok (endoperídium). Színe fiatalon fehéres majd sárgás, végül okker- vagy vörösesbarna. A homokpusztai változatnál az érett termőtest alja jellegzetesen narancsos. Aljában gyengén fejlett, kompakt gyapotszerű meddőrész található. Idős korában a spórák a tetején felnyíló, szabálytalan szélű nyíláson távoznak. 
Húsa (gleba) eleinte puha, fehér; majd hamarosan sárgásolívvá, olívbarnává, barnává érik. Szaga és íze nem jellegzetes. 
Spórája 3,5-4,5 µm átmérőjű, gömbölyű, közepesen vastag falú, felülete sima vagy kissé szemölcsös, közepén olajcsepp található. 

### Hasonló fajok
Az apró pöfeteg hasonlít hozzá, de annak nincs meddő része. 

## Elterjedése és termőhelye
Európában és Észak-Amerikában honos. Magyarországon nem ritka. 
Lomberdőkben és fenyvesekben, erdőszélen, tisztásokon él, homokos területeken is. Augusztustól októberig terem. 
Fiatalon ehető, míg a belső része fehér. 

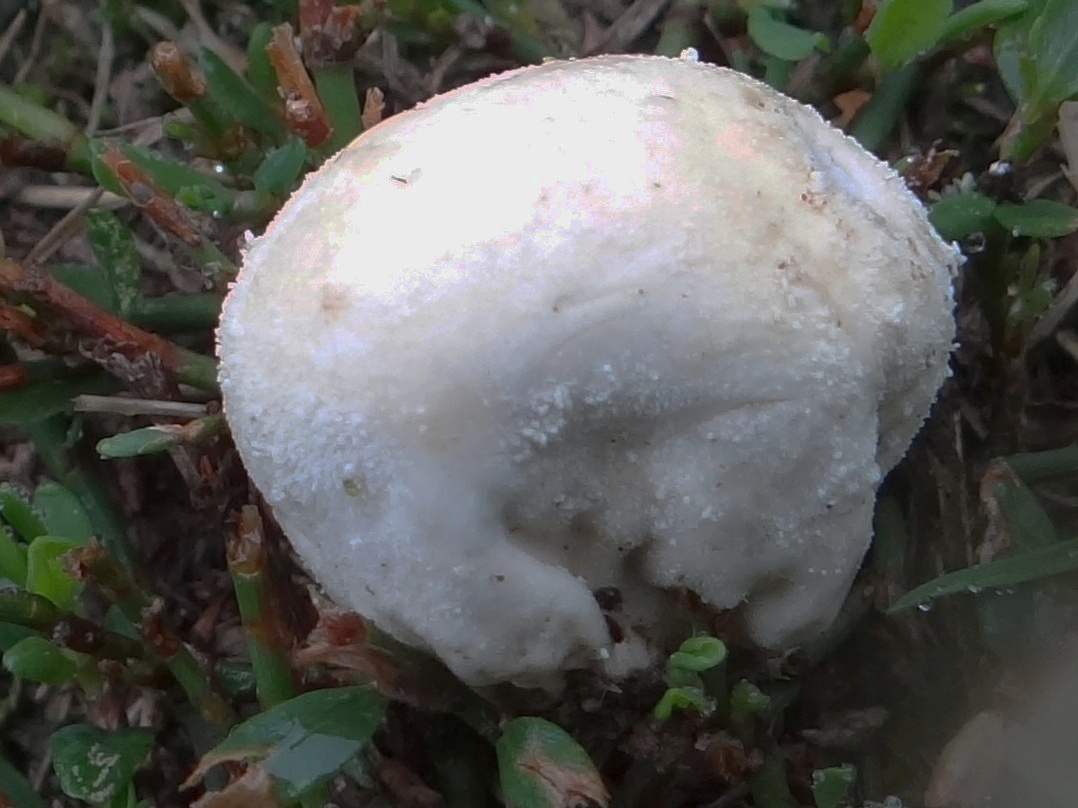
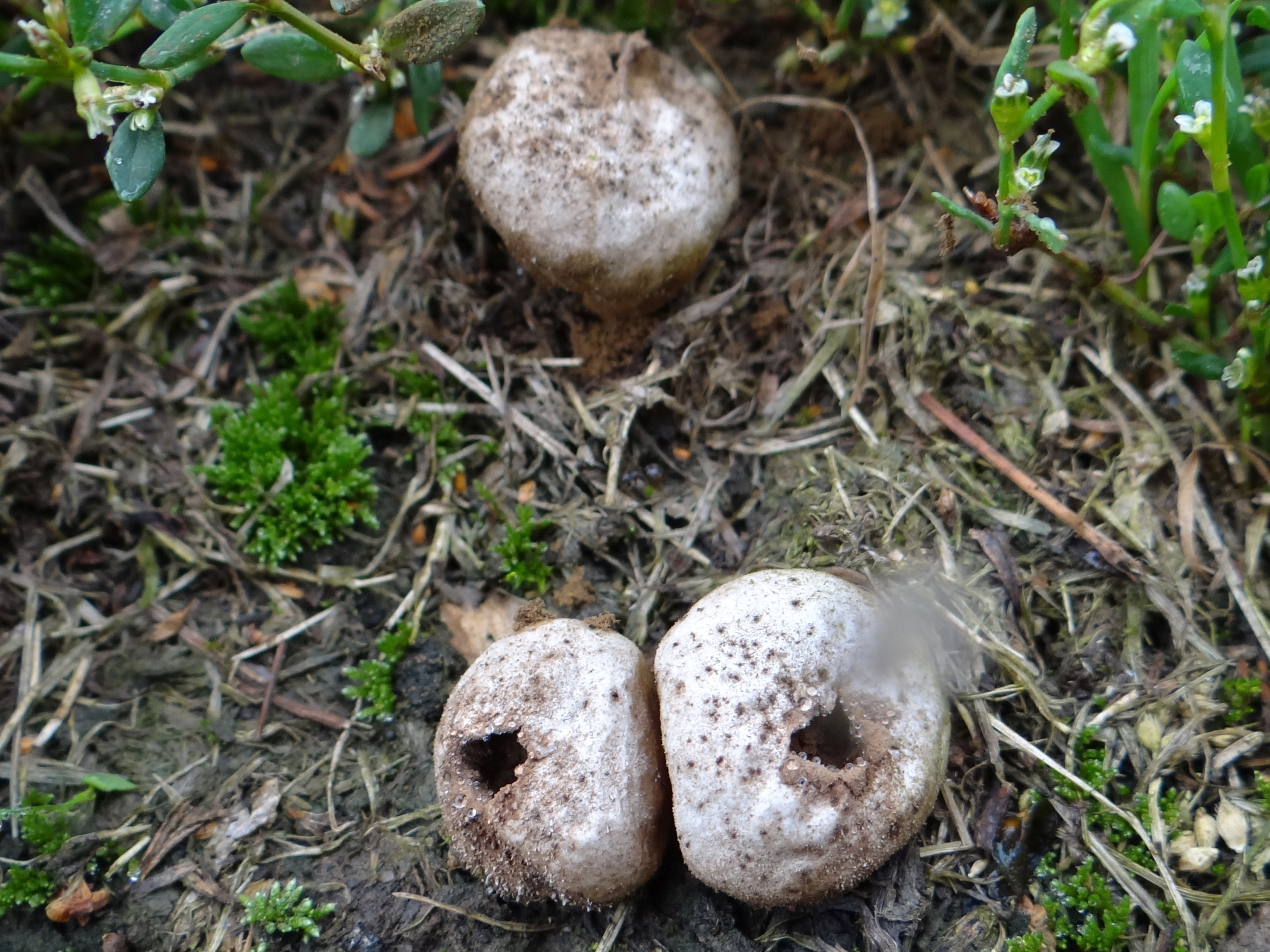